# 10 Draconis
10 Draconis, som är stjärnans Flamsteed-beteckning, (tidigare 87 Ursae Majoris) är en ensam stjärna i den mellersta delen av stjärnbilden Draken. Den har en genomsnittlig skenbar magnitud på ca 4.66 och är synlig för blotta ögat där ljusföroreningar ej förekommer. Baserat på parallaxmätning inom Hipparcosuppdraget på ca 8,2 mas, beräknas den befinna sig på ett avstånd på ca 400 ljusår (ca 122 parsek) från solen. Den rör sig närmare solen med en heliocentrisk radialhastighet på ca 12 km/s, och beräknas befinna sig inom 84 ljusårs avstånd om ca 8,6 miljoner år.

## Egenskaper
10 Draconis är en orange till röd jättestjärna av spektralklass M3.5 III. Den har en massa som är drygt 90 procent av solens massa, en radie som är ca 83 gånger större än solens och utsänder ca 1 000 gånger mera energi än solen från dess fotosfär vid en effektiv temperatur på ca 3 600 K.
10 Draconis är en långsam irreguljär variabel av LB-typ, som varierar mellan skenbar magnitud +4,52 och 4,67 med en frekvens på 11,98912 cykler per dygn. Stjärnans spektrum visar inget tecken på förstärkning av s-processen.